# 金鐘必
金 鐘必（キム・ジョンピル、1992年3月9日 - ）は、大韓民国出身のサッカー選手。ポジションはMF・DFで、北九州ではボランチからセンターバック・サイドバックなど状況に応じて様々なポジションを務めた。

## 来歴
長薫高校在学中の2008年夏に大韓サッカー協会が主導で行っている優秀選手海外留学プログラムの第6期生として孫興慜、金敏爀と共にハンブルガーSV U-17チームに1年間加入。
長薫高校卒業後に来日し、J2のギラヴァンツ北九州と東京ヴェルディ1969でプレー。2015年にJ1の湘南ベルマーレに加入するがリーグ戦9試合の出場にとどまり、2016年はタイ・プレミアリーグのチョンブリーFCに期限付き移籍した。2017年からJ2の徳島ヴォルティスで2シーズンプレーし、2019年に慶南FCに加入。
兵役服務のため、2019年末に同僚の朴光一らとともに新しく創設された晋州市民FCに加入し、新設されるK4リーグでプレーすることになった。年俸はもらえず、服務時間がないときに公式戦に出場して出場手当と勝利手当を受け取ることになる。
2021年9月10日、朴光一とともに兵役を終えて慶南FCに復帰したことが発表された。

## 所属クラブ
- 世一中学校
- 長薫高校
- 2011年7月[3] - 2012年  ギラヴァンツ北九州
- 2013年 - 2014年  東京ヴェルディ
- 2015年 - 2016年  湘南ベルマーレ
  - 2016年  チョンブリーFC[4]（期限付き移籍）
- 2017年 - 2018年  徳島ヴォルティス
- 2019年 -  慶南FC
  - 2020年 - 2021年  晋州市民FC（兵役服務）

## 個人成績
| 国内大会個人成績 | 国内大会個人成績 | 国内大会個人成績 | 国内大会個人成績 | 国内大会個人成績 | 国内大会個人成績 | 国内大会個人成績 | 国内大会個人成績 | 国内大会個人成績 | 国内大会個人成績 | 国内大会個人成績 | 国内大会個人成績 |
| 年度             | クラブ           | 背番号           | リーグ           | リーグ戦         | リーグ戦         | リーグ杯         | リーグ杯         | オープン杯       | オープン杯       | 期間通算         | 期間通算         |
| 年度             | クラブ           | 背番号           | リーグ           | 出場             | 得点             | 出場             | 得点             | 出場             | 得点             | 出場             | 得点             |
| 日本             | 日本             | 日本             | 日本             | リーグ戦         | リーグ戦         | リーグ杯         | リーグ杯         | 天皇杯           | 天皇杯           | 期間通算         | 期間通算         |
| ---------------- | ---------------- | ---------------- | ---------------- | ---------------- | ---------------- | ---------------- | ---------------- | ---------------- | ---------------- | ---------------- | ---------------- |
| 2011             | 北九州           | 29               | J2               | 18               | 0                | -                | -                | 2                | 0                | 20               | 0                |
| 2012             | 北九州           | 5                | J2               | 18               | 1                | -                | -                | 1                | 0                | 19               | 1                |
| 2013             | 東京V            | 5                | J2               | 22               | 2                | -                | -                | 0                | 0                | 22               | 2                |
| 2014             | 東京V            | 5                | J2               | 39               | 0                | -                | -                | 1                | 0                | 40               | 0                |
| 2015             | 湘南             | 15               | J1               | 9                | 0                | 3                | 0                | 1                | 0                | 13               | 0                |
| タイ             | タイ             | タイ             | タイ             | リーグ戦         | リーグ戦         | リーグ杯         | リーグ杯         | FA杯             | FA杯             | 期間通算         | 期間通算         |
| 2016             | チョンブリー     |                  | プレミア         | 25               | 2                | 0                | 0                | -                | -                | 25               | 2                |
| 日本             | 日本             | 日本             | 日本             | リーグ戦         | リーグ戦         | リーグ杯         | リーグ杯         | 天皇杯           | 天皇杯           | 期間通算         | 期間通算         |
| 2017             | 徳島             | 20               | J2               | 14               | 0                | -                | -                | 0                | 0                | 14               | 0                |
| 2018             | 徳島             | 20               | J2               | 12               | 0                | -                | -                | 0                | 0                | 12               | 0                |
| 通算             | 日本             | 日本             | J1               | 9                | 0                | 3                | 0                | 1                | 0                | 13               | 0                |
| 通算             | 日本             | 日本             | J2               | 123              | 3                | -                | -                | 4                | 0                | 127              | 3                |
| 通算             | タイ             | タイ             | プレミア         | 25               | 2                | 0                | 0                | -                | -                | 25               | 2                |
| 総通算           | 総通算           | 総通算           | 総通算           | 157              | 5                | 3                | 0                | 5                | 0                | 165              | 5                |

- Jリーグ初出場： 2011年7月30日 - J2第23節 vsFC東京 (本城)
- Jリーグ初得点： 2012年9月23日 - J2第35節 vsヴァンフォーレ甲府 (本城)